# Kirchenregion Abruzzen-Molise

Abruzzen-Molise:
Grenzveränderungen und -ziehungen

Die Kirchenregion Abruzzen-Molise (ital. Regione ecclesiastica Abruzzo-Molise) ist eine der 16 Kirchenregionen der römisch-katholischen Kirche in Italien. Sie umfasst 4 Kirchenprovinzen mit insgesamt 11 Diözesen.
Territorial erstreckt sich die Kirchenregion Abruzzen-Molise über die zwei italienischen Regionen Abruzzen und Molise.
Die Kirchenregion Abruzzen-Molise ist in 4 Kirchenprovinzen aufgeteilt:

## Kirchenprovinz Campobasso-Boiano
- Erzbistum Campobasso-Boiano

1. Bistum Isernia-Venafro
2. Bistum Termoli-Larino
3. Bistum Trivento

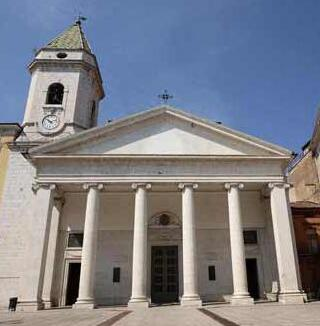
Der Dom in Campobasso,
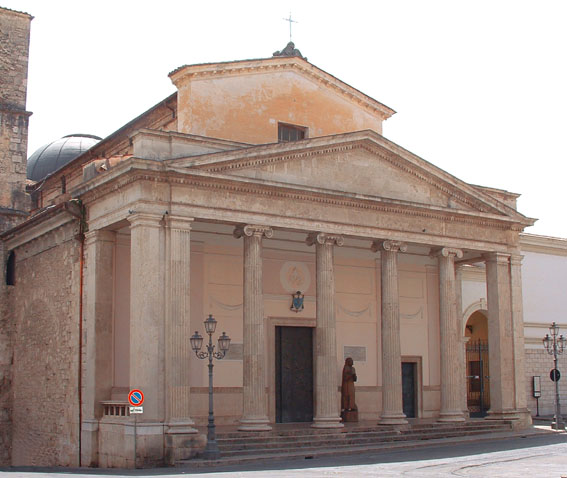
… Isernia,
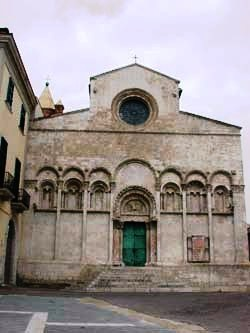
… Termoli
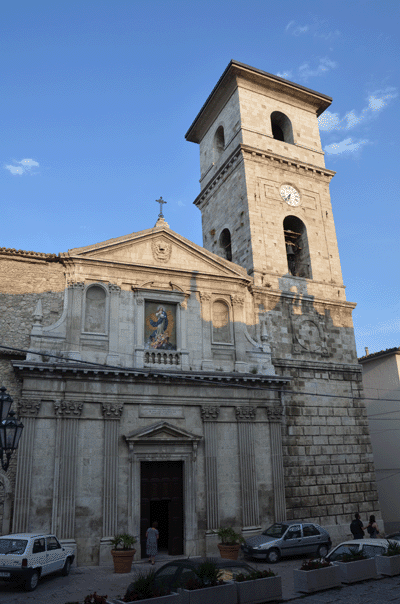
… und Trivento.

## Kirchenprovinz Chieti-Vasto
- Erzbistum Chieti-Vasto
  - Erzbistum Lanciano-Ortona

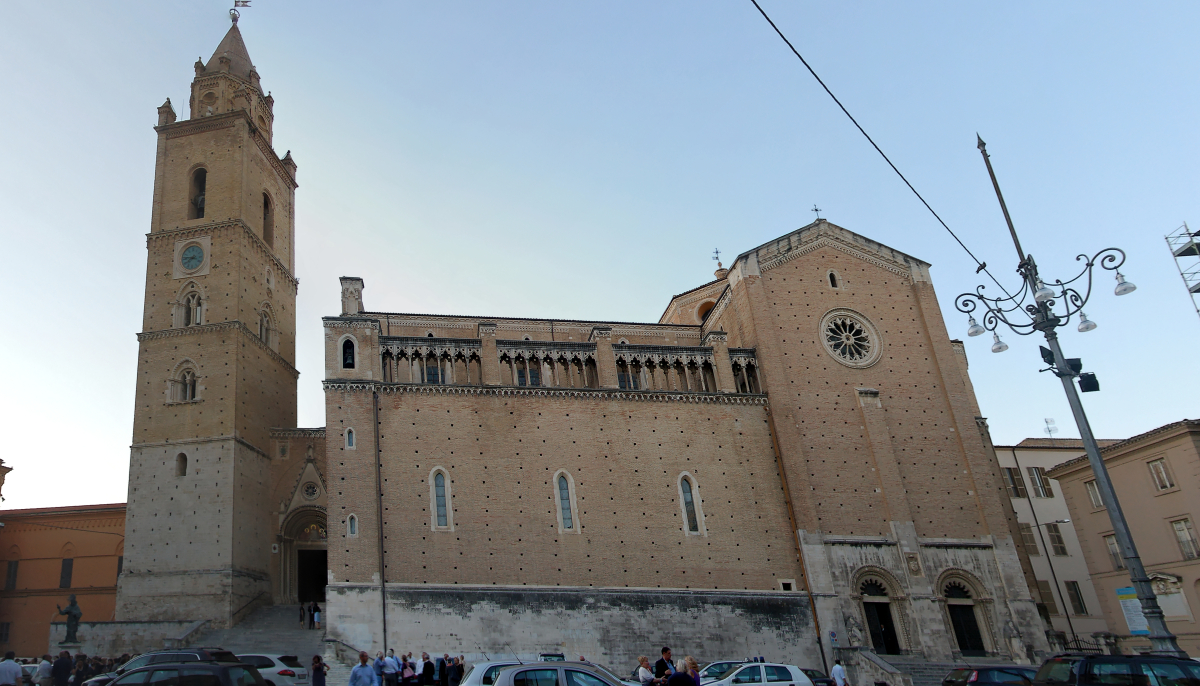
Der Dom in Chieti
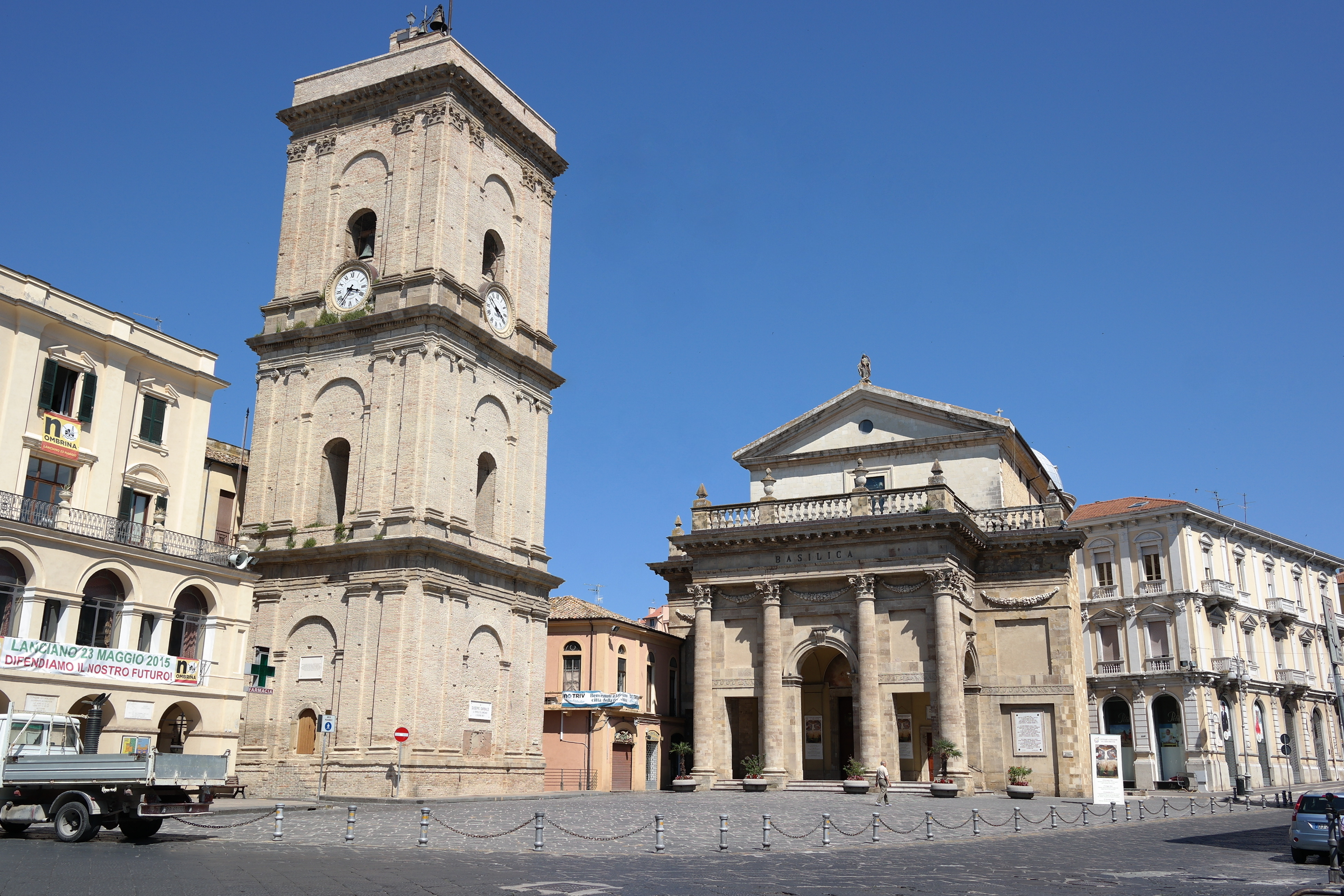
… und Lanciano.

## Kirchenprovinz L’Aquila
- Erzbistum L’Aquila

1. Bistum Avezzano
2. Bistum Sulmona-Valva

Der Dom in L’Aquila,
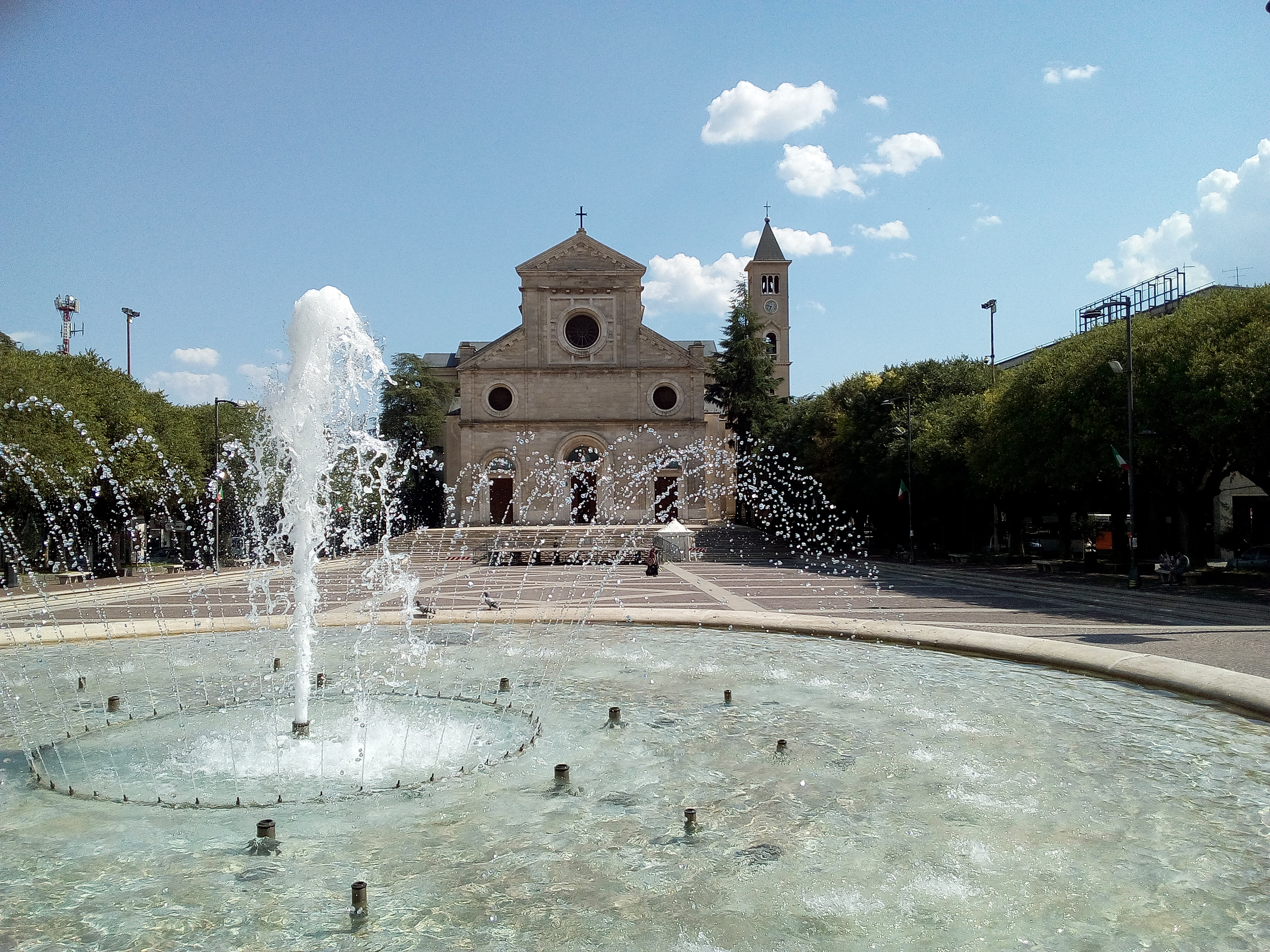
… Avezzano
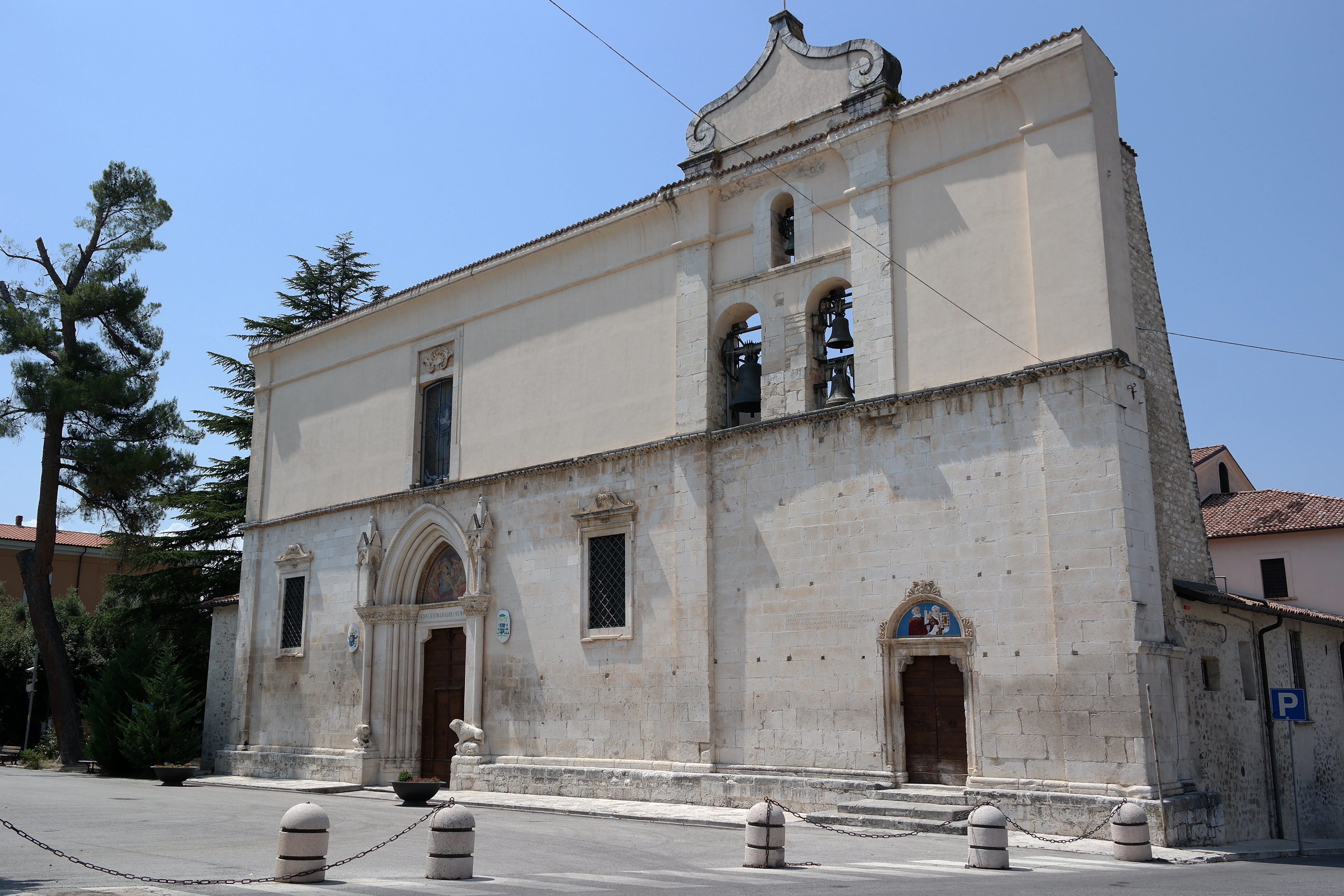
… und Sulmona.

## Kirchenprovinz Pescara-Penne
- Erzbistum Pescara-Penne
  - Bistum Teramo-Atri

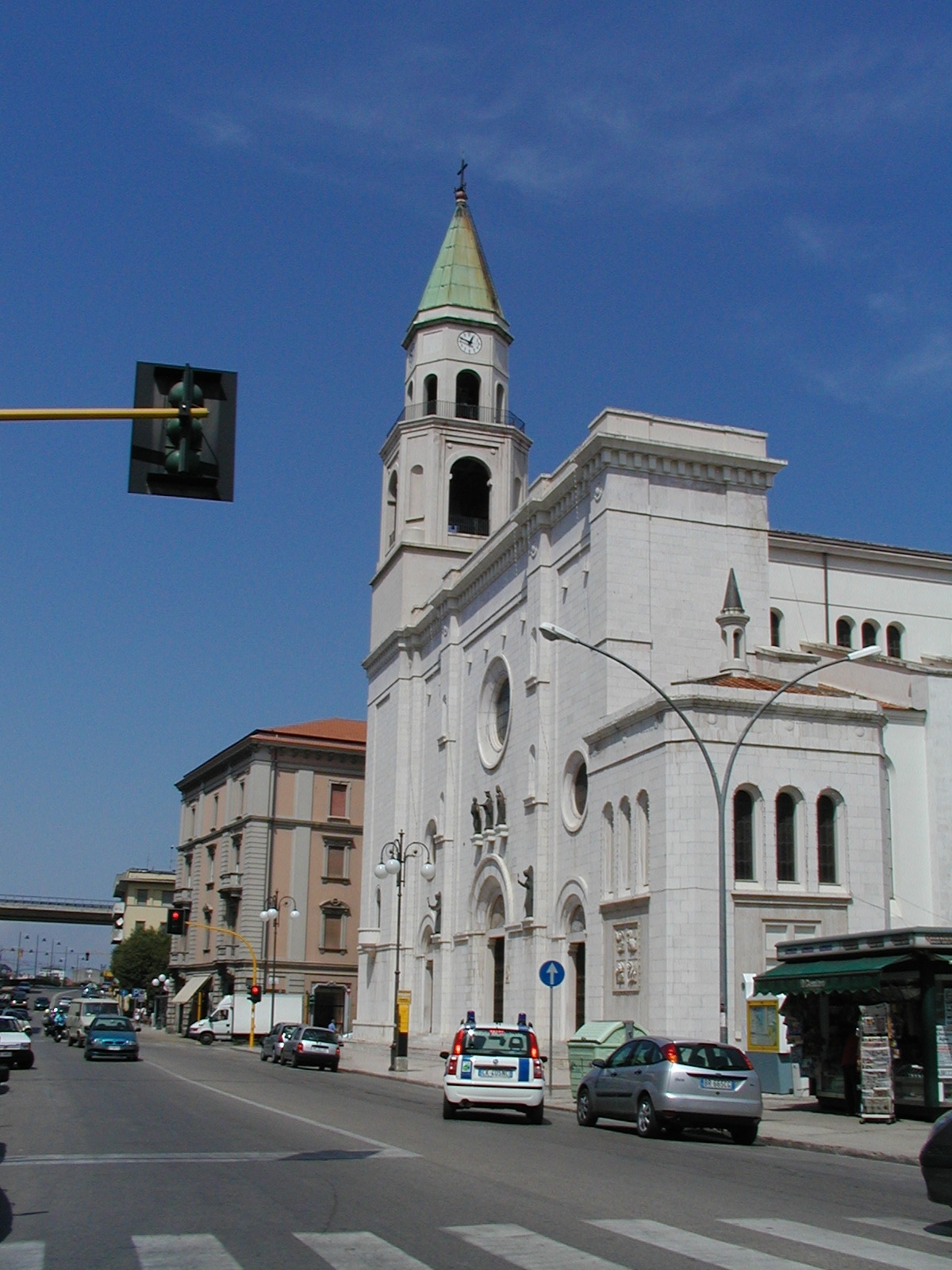
Der Dom in Pescara
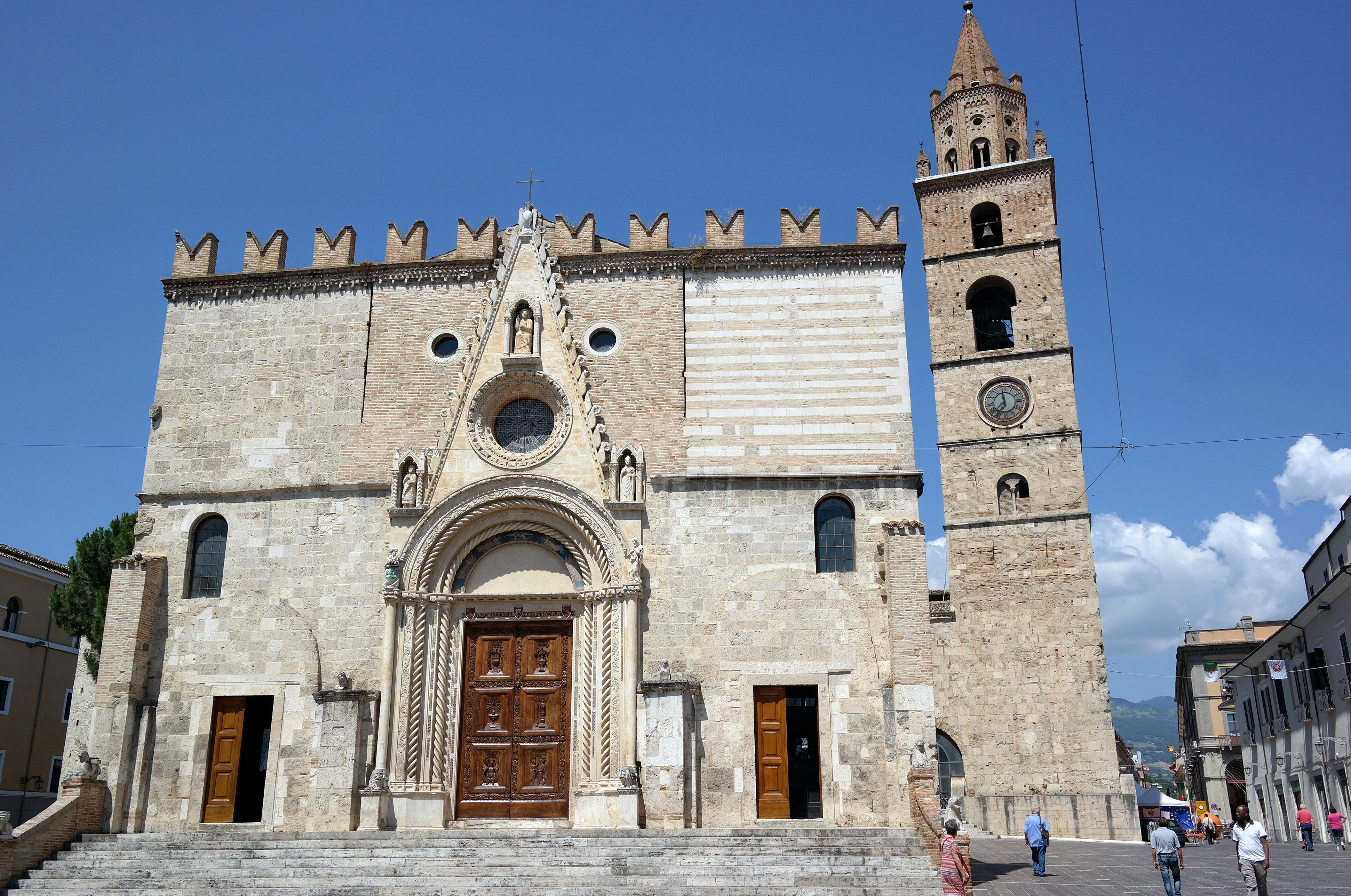
… und Teramo.